# Ecografía

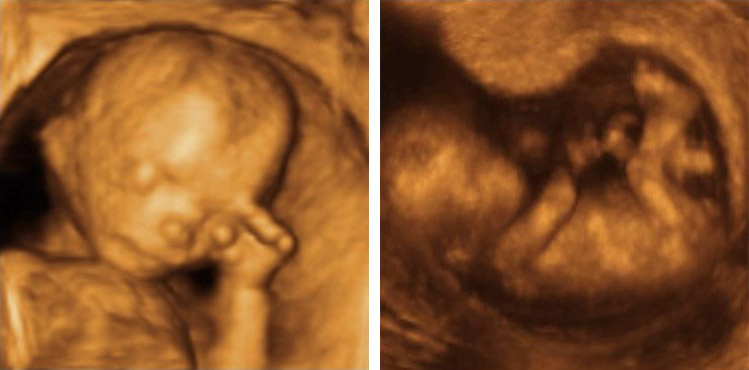

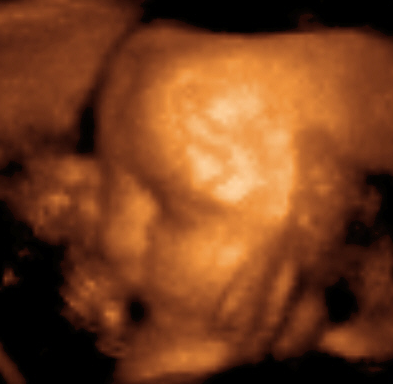
Ultrasonido en 3D de un feto de 29 semanas

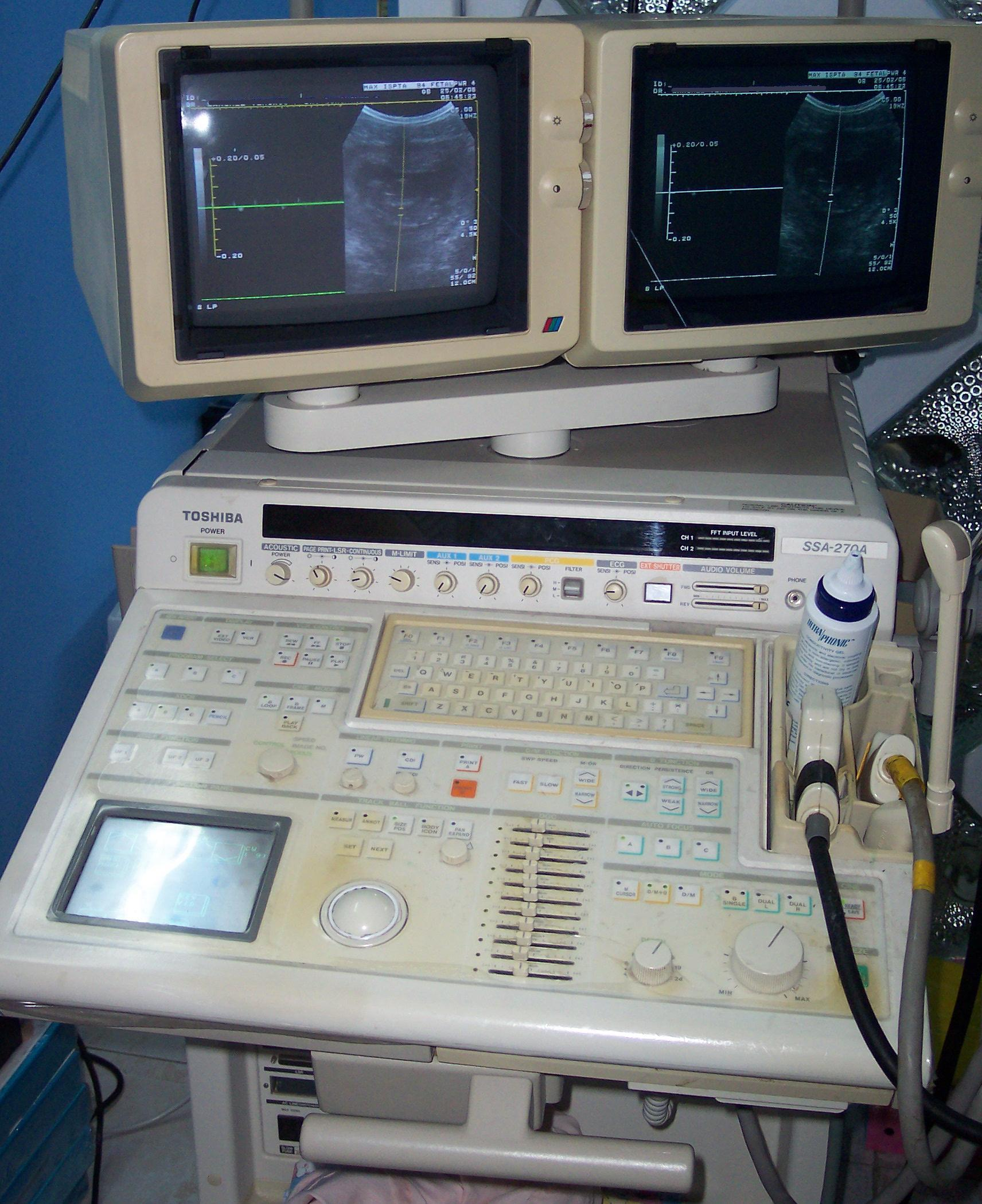
Equipo para ecografía médica Toshiba SSA-270A

La ecografía (del griego «ἠχώ» [ēkhō] ‘eco’, y «γραφία» [grafía] ‘escribir’), también llamada ultrasonografía o ecosonografía, es un procedimiento de diagnóstico usado en los hospitales y clínicas que emplea el ultrasonido para crear imágenes bidimensionales o tridimensionales. Un pequeño instrumento muy similar a un "micrófono" llamado transductor emite ondas de ultrasonidos. Estas ondas sonoras de alta frecuencia se transmiten hacia el área del cuerpo bajo estudio, y se recibe su eco. El transductor  es el responsable de enviar pequeños pulsos de ondas acústicas de alta frecuencia, inaudibles por el oído humano las cuales van hacia al interior del cuerpo. Estas  rebotarán sobre órganos, tejidos o fluidos y el aparato registrará los cambios mínimos del sonido. Una computadora convierte este eco en una imagen que aparece en la pantalla. Este proceso ocurre gracias al llamado efecto piezoeléctrico.
La ecografía es un procedimiento sencillo, a pesar de que se suele realizar en el servicio de radiodiagnóstico; y por dicha sencillez, se usa con frecuencia para visualizar fetos que se están formando así como en ecografía musculoesquelética además de otros muchos usos. Es una prueba no invasiva, de bajo coste y sin riesgos a diferencia de otros procedimientos diagnósticos o pruebas de imagen como la radiografía, en los que se emplea radiación nuclear.  Al someterse a un examen de ecografía, el paciente sencillamente se acuesta sobre una mesa y el médico mueve el transductor sobre la piel que se encuentra sobre la parte del cuerpo a examinar. Antes es preciso colocar un gel sobre la piel para la correcta transmisión de los ultrasonidos. No obstante, un inconveniente es que la ecografía de que es un método de imagen operador dependiente y este necesita de una gran periodo de aprendizaje con el fin de obtener e interpretar correctamente las imágenes. Cuenta con la ventaja de que el equipo de ecografía es móvil por lo que puede llevarse hasta la cama del paciente si este se encuentra inmóvil.
La ecografía podría dividirse en dos grupos, con contraste o sin contraste, normalmente la mayoría de las ecografías son con contraste, esta consiste en microburbujas de gas estabilizadas que presenta el fenómeno de resonancia incrementando así la señal que recibe el transductor. Este método de contraste es capaz de diferenciar entre tejidos normales y enfermos, aquellas zonas enfermas se verán más brillantes a la hora de hacer el examen, pero ante todo la experiencia del médico haciendo el examen es primordial para poder interpretar las imágenes de manera correcta. Por ejemplo si hay un tumor o cáncer como ya antes dicho se verá en el monitor más brillante por el aumento del flujo sanguíneo.
Para la mayoría de los exámenes de ultrasonido, el paciente será colocado boca arriba en una camilla se permitirá también mover al paciente de costado o boca abajo, pero en principio dependerá de cada tipo de examen a realizar. Al realizar el test se deberá de colocar un gel a base de agua que ayudará que el transductor haga contacto seguro con el cuerpo del paciente, por tanto este proceso se basa en romper las moléculas de aire que se pueden formar e impedir el paso de las ondas sonoras hacia el tejido, órgano, etc. 
Si es necesario antes de iniciar el examen, dependiendo de la zona que se quisiera ver se hará una inyección que se aplicará con un catéter intravenoso con el material de contraste ya que probablemente dicha zona a estudiar sea difícil de visualizar a través del monitor, se aplicará con un catéter intravenoso.

## Historia
Los ultrasonidos fueron descubiertos por Lazzaro Spallanzani, mientras desarrollaba su labor de biólogo en 1794 estudiando a los murciélagos.
En 1880 en París Pierre Curie y su hermano Jacques descubrieron el efecto piezoeléctrico.
En 1881 Gabriel Lippman descubrió la reciprocidad del efecto piezoeléctrico lo cual permitía la posibilidad de la recepción y emisión de ultrasonidos.
En 1914 fue construido el primer sonar.
En 1935 fue inventado el primer sistema de radar por el físico Robert Watson-Wat.
En 1940, el americano físico-acústico Floyd Firestone creó el primer generador de imágenes de ultrasonido usando eco, lo llamó “Supersonic Reflectoscope”. En este mismo año, se aplicó por primera vez, energía ultrasonica sobre el cuerpo humano únicamente con propósitos médicos, en Maryland, Estados Unidos.
En 1941, en Austria, el psiquiatra Carl Theodore Dussik  intentó identificar los ventrículos cerebrales midiendo la atenuación del ultrasonido a través del cráneo.
En 1947, el doctor Douglas Howry detectó estructuras de tejidos suaves al examinar los reflejos producidos por los ultrasonidos en diferentes interfaces.
En 1949, se publicó una técnica de eco pulsado para detectar cálculos y cuerpo extraños intracorpóreos. También el físico John Wild utilizó por primera vez el ultrasonido para ver la anchura del intestino.
En 1951 hizo su aparición el ultrasonido compuesto, en el cual un transductor móvil producía varios disparos de haces ultrasónicos desde diferentes posiciones y hacia un área fija. Los ecos emitidos se registraban e integraban en una sola imagen. Se usaron técnicas de inmersión en agua con toda clase de recipientes: una tina de lavandería, un abrevadero para ganado y una torreta de ametralladora de un avión B-29.
En 1952, Douglas Howry, Dorothy Howry, Roderick Bliss y Gerald Posakony publicaron imágenes bidimensionales del antebrazo, en vivo.
En 1952, John Julian Wild y John Reid publicaron imágenes bidimensionales de carcinoma de seno, de un tumor muscular y del riñón normal. Posteriormente estudiaron las paredes del sigmoide mediante un transductor colocado a través de un rectosigmoideoscopio y también sugirieron la evaluación del carcinoma gástrico por medio de un transductor colocado en la cavidad gástrica.
En 1953, Lars Leksell, usando un reflectoscopio Siemens, detectó el desplazamiento del eco de la línea media del cráneo en un niño de 16 meses. La cirugía confirmó que este desplazamiento era causado por un tumor. El trabajo fue publicado solo hasta 1956. Desde entonces se inició el uso de ecoencefalografía con M-MODE.
En 1954, Ian Donald hizo investigaciones con un detector de grietas, en aplicaciones ginecológicas.
En 1956, John Julian Wild y Reid publicaron 77 casos de anormalidades de seno palpables y estudiadas además por ultrasonido, y obtuvieron un 90 por ciento de certeza en la diferenciación entre lesiones quísticas y sólidas.
En 1956, Ian Donald introdujo el escaneo en modo A.
En 1957, el ingeniero Tom Brown y el Dr. Ian Donald , construyeron un escáner de contacto bidimensional, evitando así la técnica de inmersión. Tomaron fotos con película Polaroid y publicaron el estudio en 1958.
EN 1957, Ian Donald inició los estudios obstétricos a partir de los ecos provenientes del cráneo fetal. En ese entonces se desarrollaron los cálipers (cursores electrónicos).
En 1958 fue publicado el primer trabajo de ecografía musculoesquelética en la revista American Journal of Phisical medicine titulado meassurements of articular tissue with ultrasound, su autor fue K.T. Dussik.
En 1959, Shigeo Satomura reportó el uso, por primera vez, del Doppler ultrasónico en la evaluación del flujo de las arterias periféricas.
En 1960, Ian Donald desarrolló el primer escáner automático, que resultó no ser práctico por lo costoso.
En 1960, Howry introdujo el uso del Transductor Sectorial Mecánico (hand held scanner).
En 1961, el trabajo resultante de David Robinson y George Kossoff dio la posibilidad de crear el primer ultrasonido práctico comercial en Australia.
En 1962, Homes produjo un escáner que oscilaba 5 veces por segundo sobre la piel del paciente, permitiendo una imagen rudimentaria en tiempo real.
En 1963, un grupo de urólogos japoneses reportó exámenes ultrasónicos de la próstata, en el A-MODE.
En 1964 apareció la técnica Doppler para estudiar las carótidas, con gran aplicación en Neurología.
En 1965 La firma austriaca Kretztechnik asociada con el oftalmólogo Dr Werner Buschmann, fabricó un transductor de 10 elementos dispuestos en fase, para examinar el ojo, sus arterias, etc.
En 1966, Kichuchi introdujo la "Ultrasonocardiotomografía sincronizada", usada para obtener estudios en 9 diferentes fases del ciclo cardiaco, usando un transductor rotatorio y una almohada de agua.
En 1967, se inicia el desarrollo de transductores de A-MODE para detectar el corazón embrionario, factible en ese entonces a los 32 días de la fertilización.
En 1968, Sommer reportó el desarrollo de un escáner electrónico con 21 cristales de 1,2 MHz, que producía 30 imágenes por segundo y que fue realmente el primer aparato en reproducir imágenes de tiempo real, con resolución aceptable.
En 1969 se desarrollaron los primeros transductores transvaginales bidimensionales, que rotaban 360 grados y fueron usados por Kratochwil para evaluar la desproporción cefalopélvica. También se inició el uso de las sondas transrectales.
En 1970 Alfred Kratochwill comenzó la utilización del ultrasonido transrectal para valorar la próstata.
En 1977 Alfred Kratochwil combinó el ultrasonido y laparoscopia, introduciendo un transductor de 4.0 MHz a través del laparoscopio, con el objeto de medir los folículos mediante el A-MODE. La técnica se extendió hasta examinar vesícula, hígado y páncreas.
En 1982 Aloka anunció el desarrollo del Doppler en color en imagen bidimensional.
En 1983, Lutz usó la combinación de gastroscopio y ecografía, para detectar CA gástrico y para el examen de hígado y páncreas.
En 1983, Aloka introdujo al mercado el primer Equipo de Doppler en Color que permitió visualizar en tiempo real y en color el flujo sanguíneo.
Aunque ya se obtienen imágenes tridimensionales, el empleo de tal tecnología ha sido desaprovechado pues se ha limitado a usos puramente "estéticos" para estimular a las madres a ver sus hijos en tercera dimensión, pero no para mejorar el diagnóstico.
En 2017, Jan Tesarik introdujo la “Histeroscopia ultrasonográfica virtual” para detectar, en 3 dimensiones, anomalías de la cavidad uterina sin entrar en la matriz, igual de precisa y menos invasiva que la histeroscopia convencional y posteriormente aplicó la misma técnica al estudio de las trompas falopianas (histerosalpingoscopia virtual), la cavidad de folículos ováricos (foliculoscopia virtual) y sacos gestacionales (embrioscopia virtual).

## Principios básicos de funcionamiento

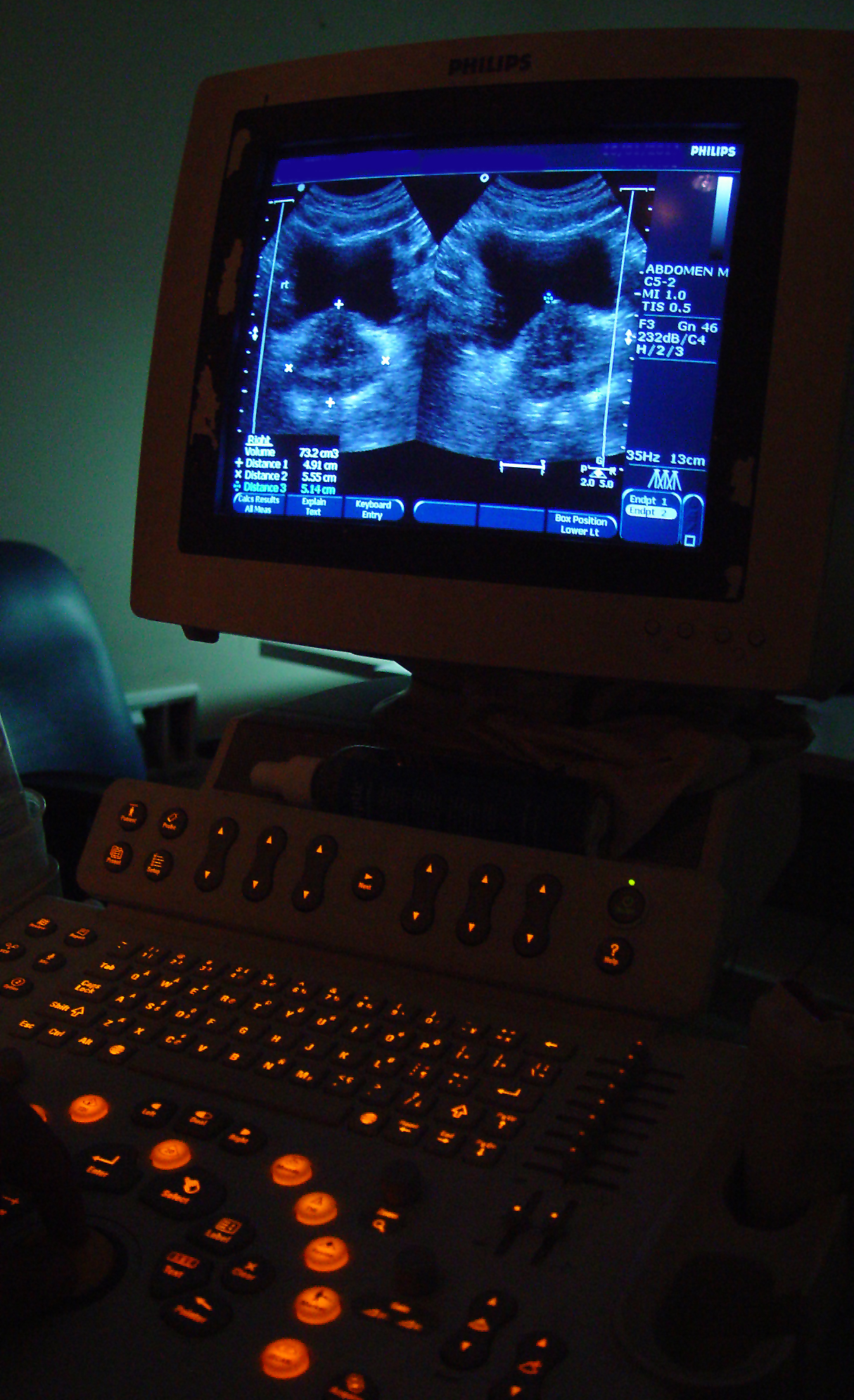
Vejiga urinaria (forma de mariposa negra) y próstata hiperplásica (HPB) visualizadas mediante técnica de ultrasonografía médica

El sonido es una onda mecánica que requiere de un medio para propagarse. El oído humano puede percibirlo con una frecuencia de entre los 20 y 20000 Hz y el ultrasonido es cualquier sonido que supera esta cifra. El ecógrafo funciona mediante un aparato que genera ultrasonidos aprovechando para ello el fenómeno físico llamado efecto piezoelectro que consiste en que al comprimirse algunos materiales  pueden generar una diferencia de potencial eléctrico en su superficie y por lo tanto corriente eléctrica. Este efecto sucede también a la inversa,  de manera que al aplicársele electricidad a los mismos en forma de corriente alterna, generan unas vibraciones que producen ultrasonidos. En el ecógrafo el material piezoeléctrico se encuentra en el cabezal, el cual realiza tanto las funciones de generar ondas ultrasónicas como de recibirlas al rebotar estas en los tejidos que tienen diferente impedancia acústica, para luego volver a convertirlas en corriente eléctrica, que el aparato transforma en imágenes. La impedancia acústica es la resistencia que ofrece el tejido al paso del sonido, el cual a medida que va avanzando sufre una pérdida de energía debida a los tres fenómenos siguientes:
- Absorción: Es uno de los principales mecanismos que provocan la atenuación de la onda sónica. Una parte de la energía se transforma en calor. Esta propiedad se da mínimamente en el agua y de manera muy elevada en el hueso.[4]
- Dispersión: Ocurre cuando el sonido ante determinados obstáculos en lugar de desarrollar una propagación en dirección lineal normal se dispersa.[4]
- Refracción:Cuando una onda sónica pasa de un medio a otro, experimenta un cambio de velocidad acompañado de una variación en la dirección de la misma por lo cual este efecto provoca un cambio en la dirección angular del sonido respecto al foco de incidencia.[4]
- Reflexión: Al pasar el sonido de una zona a otra con diferente impedancia acústica se producen dos nuevas ondas, una de las cuales rebota hacia la fuente de origen dando lugar al efecto llamado reflexión. Cuanto mayor sea la diferencia de impedancias mayor será este.[4]

Todos estos fenómenos posibilitan la generación de la imagen ecográfica al rebotar el sonido en los tejidos y ser recibido por los cristales del receptor los cuales los transforman en corriente eléctrica para ser enviados a la CPU que los procesa.
Los ecógrafos utilizados en la práctica clínica suelen tener frecuencias que oscilan entre los 3 a los 18 MHz.

## Beneficios y riesgos
El examen de ultrasonido puede causar en algunos casos y depende del examen, incomodidad, pero rara ocasión causará dolor.
- Es el método de toma de imágenes más barato de todos y es fácil de utilizar.

- No utiliza ningún tipo de radiación por tanto es un método muy seguro.

- Esta técnica es capaz de diferenciar ciertos órganos que normalmente con otros métodos no.

- Es una técnica ideal para aquellos pacientes con claustrofobia y por tanto brinda la oportunidad a aquellas personas de generar imágenes sin necesidad de utilizar la resonancia magnética o la tomografía computorizada.

Como riesgos, hoy en día no hay ningún riesgo posible que genere un examen por ecografía, pero no quiere decir que no vaya a existir a largo plazo, por tanto se establecen una serie de recomendaciones útiles a seguir para evitar esto como por ejemplo controlar el tiempo de adquisición, la frecuencia e intensidad empleada, utilizar la ecografía solo en el caso necesario, emplear una sonda con menor frecuencia, etc. Aunque se ha detectado que los materiales de contraste podrían en pocos de los casos, tener un pequeño porcentaje de riesgo de generar una reacción alérgica sobre el paciente.

## Por sistemas

### Ecografía ocular y orbitaria
Una ecografía ocular y orbitaria es un examen para observar la zona de los ojos específicamente ver el tamaño y la estructura de este.
Se insensibiliza el ojo con unas gotas anestésicas específicas. El transductor de ultrasonido se coloca contra la superficie frontal del ojo.
En este examen las ondas sonoras viajan desde la superficie del ojo hasta el ordenador donde procesa los datos y genera la imagen.

### Ecografía abdominal
La ecografía abdominal se realiza para visualizar los órganos internos del abdomen como el hígado, vesícula biliar, páncreas, riñones y bazo. También se puede utilizar para examinar los vasos sanguíneos que van a estos órganos, como la vena cava inferior y la aorta. Se puede utilizar para diagnosticar tumores y muchas otras enfermedades.

### Ecografía vaginal
La ecografía vaginal sirve para estudiar el útero, los ovarios, las trompas, el cuello uterino y el área pélvica de la mujer. Se utiliza para evaluar la posición, el tamaño o la presencia de miomas o pólipos en el útero. Se puede estudiar el endometrio, conociendo la fase del ciclo menstrual. Igualmente, puede detectar posibles quistes en los ovarios, embarazos ectópicos o para realizar un recuento folicular. Para el examen, se utiliza una sonda ecográfica que se coloca dentro de la vagina del paciente. Esta prueba puede realizarse anualmente como parte del chequeo ginecológico normal. También se emplea cuando se sospecha de tumores, infertilidad, embarazo ectópico, cuando el paciente presenta sangrado anormal y durante el embarazo.

### Ecografía de mama
La ecografía de mama se utiliza para diferenciar nódulos o tumores que pueden ser palpables o aparecer en la mamografía. Su principal objetivo es detectar si el tumor es de tipo sólido o líquido para determinar su benignidad. Las ecografías mamarias son recomendables cuando las mamas son densas o se necesita diferenciar la benignidad del tumor. El sistema BI-RADS establece tres tipos de densidad mamaria:
1.- Mama grasa.
2. -Densidad media.
3.- Densidad heterogénea.
4.- Mama muy densa.
En las mamas grasas son fáciles de detectar tumores en las mamografías, pero en las mamas densas (3-4) (Fibrosas) se necesitan análisis complementarios. La densidad de la mama varía con la edad por lo general, a mayor edad la mama es más grasa.

### Ecografía de la glándula tiroides
Mediante este método diagnóstico es posible detectar diferentes problemas de salud que afectan a la glándula tiroides, entre los que se pueden mencionar los quistes, así como los nódulos, definiendo la posibilidad de que uno de estos pueda resultar benigno o maligno mediante la caracterización a través del sistema TI-RADS. Otra aplicación es la detección y el seguimiento de enfermedades que afectan al parénquima tiroideo de manera difusa, como el bocio multinodular y la tiroiditis. Para la biopsia con aguja delgada o fina (BAAF), se emplea el ultrasonido / ecografía como guía para poder realizar el procedimiento con precisión.

### Ecografía transrectal
La ecografía médica para el diagnóstico del cáncer de próstata consiste en la introducción de una sonda por el recto que emite ondas de ultrasonido que producen ecos al chocar con la próstata. Estos ecos son captados de nuevo por la sonda y procesados por una computadora para reproducir la imagen de la próstata en una pantalla de vídeo. El paciente puede notar algo de presión con esta prueba cuando la sonda se introduce en el recto. Este procedimiento dura solo algunos minutos y se realiza ambulatoriamente. La ecografía transrectal es el método más usado para practicar una biopsia. Los tumores de próstata y el tejido prostático normal a menudo reflejan ondas de sonido diferentes, por eso se utiliza la ecografía transrectal para guiar la aguja de biopsia hacia el área exacta de la próstata dónde se localiza el tumor. La ecografía transrectal no se recomienda de rutina como prueba de detección precoz del cáncer de próstata. La ecografía transrectal es también imprescindible en el estadiaje del cáncer colorrectal.

### Ecografía escrotal
La ecografía del escroto es un procedimiento imagenológico para examinar el escroto, este es un conjunto de envolturas que cubren y alojan a los testículos y vías excretoras.
El procedimiento consta de lo siguiente, el paciente se acuesta boca arriba sobre la camilla con las piernas separadas, el médico procederá a colocar una tela por debajo del escroto y el doctor colocará unas tiras de cinta adhesiva para levantar el escroto y poder así realizar el test.El saco escrotal se levanta ligeramente con los testículos ubicados a cada lado, se aplicará un gel transparente sobre el saco escrotal para así ayudar a la transmisión de las ondas sonoras utilizando el transductor conectado a la computadora a la que le llegan los datos y genera la imagen.

### Ecografía del pene
La ecografía del pene es el método más utilizado y menos invasivo para realizar la valoración inicial del pene y de sus funciones para ver si presenta ciertas enfermedades o no. Para el estudio de su funcionalidad será utilizada la ecografía Doppler que puede ser dicho examen de dos tipos en reposo o dinámico, este último explicado es para ver por qué ocurren los problemas de la disfunción eréctil. Su realización del test es muy parecida a la del escroto pero en este caso el transductor se coloca encima del pene y se toman las ondas.

### Ecografía vascular
Se utiliza para evaluar el sistema circulatorio y ayudar a identificar coágulos sanguíneos, bloqueos en venas y arterias u otras patologías. Este examen generalmente incluye un estudio de ultrasonido Doppler, para evaluar el flujo sanguíneo a través de venas y arterias.

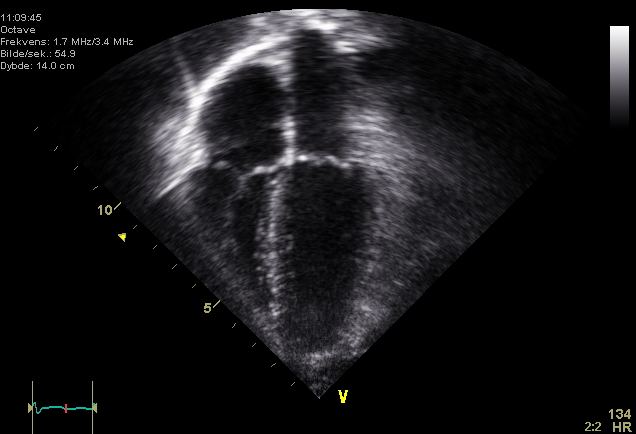
Ecocardiografía

### Ecocardiografía
Se utiliza para crear imágenes del corazón que son más detalladas que las imágenes obtenidas por una radiografía simple. Se pueden obtener imágenes en tiempo real en dos o tres dimensiones. Permite evaluar el funcionamiento de las válvulas cardíacas, para el diagnóstico de estenosis o insuficiencia, y para evaluar la contracción del músculo cardíaco, para el diagnóstico de hipertrofia o dilatación de los ventrículos y aurículas.
Se puede hacer una ecocardiografía de esfuerzo para comprobar el funcionamiento del miocardio para bombear la sangre al cuerpo. Se utiliza para detectar una disminución en el flujo sanguíneo al corazón, producido por un estrechamiento de las arterias coronarias.

### Ecografía fetal
Se utiliza para producir imágenes del feto mientras está en el útero para evaluar el crecimiento y desarrollo del bebé, y monitorear el embarazo. Por medio de esta prueba se pueden identificar muchas condiciones que pueden ser peligrosas tanto para la madre como para el hijo. Se utiliza para:

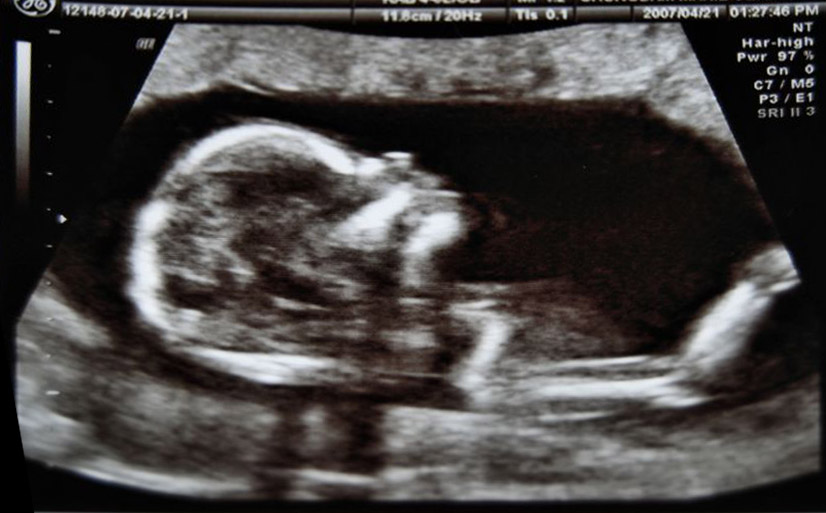
Ecografía fetal de 14 semanas

- confirmar el embarazo y la ubicación (algunos fetos se desarrollan fuera del útero)

- determinar la edad de gestación del bebé
- confirmar la cantidad de bebés
- evaluar el crecimiento del bebé
- estudiar la placenta y los niveles de líquido amniótico
- identificar defectos congénitos
- investigar complicaciones
- realizar otros estudios prenatales
- determinar la posición del feto antes del parto.

### Ecografía renal

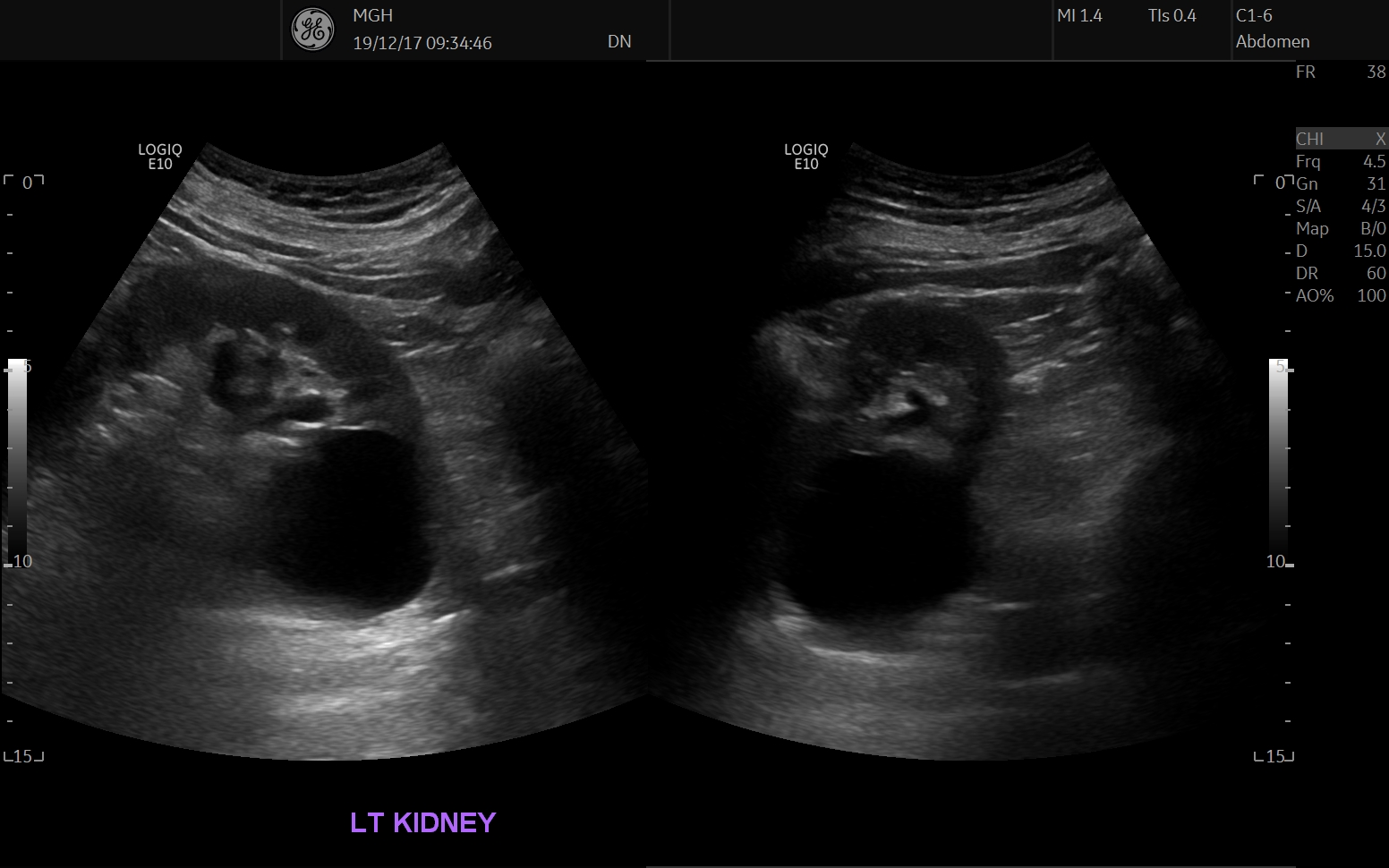
Ecografía renal

Se utiliza para obtener imágenes de los riñones, los uréteres y la vejiga. Se realiza este examen cuando los médicos sospechan de alguna problema renal y este les permite identificar:
- el tamaño de los riñones
- lesiones
- anomalías presentes desde el nacimiento
- obstrucciones o piedras en los riñones
- complicaciones por infección en el tracto urinario
- quistes o tumores[19]

### Ecografía cutánea
Esta técnica diagnóstica permite detectar tumores cutáneos, procesos inflamatorios, alteraciones ungueales, enfermedades del pelo y también es aplicable a la dermoestética. Utilizada por primera vez en Chile por la Dra. Wartsman, en España la técnica ha sido introducida por el Dr. Fernando Alfageme Roldán.

## Componentes del ecógrafo

### El sistema de procesamiento
Es la propia máquina de la ecografía donde tiene lugar el procesamiento de la información obtenida mediante los ultrasonidos, consta de tres partes:
- CPU o unidad de procesamiento central: Es básicamente un ordenador con procesador y placa base.[21]
- Sistema de almacenamiento: Los ecógrafos generan imágenes y datos los cuales requieren almacenamiento para su estudio, por esta razón cuentan  con importantes cantidades de memoria.[21]
- Consola: Para poder manejar los diferentes parámetros de la ecografía e introducir datos, realizar mediciones y otros aspectos el aparato consta de un teclado, ratón , ruedas y palancas.[21]
- Monitor: Es la pantalla donde se visualizan las imágenes ecográficas, datos del paciente y el resto de la información.[21]

### El transductor o sonda
El transductor es la pieza más importante del aparato, la cual es  responsable de transformar los impulsos eléctricos en ondas ultrasónicas así como de dirigirlos a un punto concreto, utilizando para ello la propiedad física llamada efecto piezoeléctrico. También realiza el mismo procedimiento a la inversa, de manera que transforma los impulsos sonicos que recibe en corriente eléctrica que transmite al sistéma de procesamiento y con las cuales crea las imágenes que se visualizan en el monitor.
Para cumplir con su función, es necesario que esté compuesto por una carcasa hermética al paso del sonido, cristales con propiedades piezoeléctricas y una membrána plástica que se mantiene en contacto con la piel y sobre la zona que se está explorando.
Existen diferentes tipos de transductores según su frecuencia y  forma. Aunque el tipo más usado de ellos puede cambiar su cantidad de frecuencia, existen algunos que la presentan baja, media o alta. Suele usarse alta frecuencia para tejidos superficiales y baja para tejidos profundos. Habitualmente el ecógrafo opera en frecuencias de entre 7 y 13 MHz.
En cuanto a su forma, esta pueden ser  lineales, convexas, microconvexas, endocavitarias, sectoriales y 3D.

## Modos de imagen
El equipo médico se puede utilizar en diferentes configuraciones, dependiendo de la finalidad del estudio y del órgano diana. 

### Modos de imagen estática
- Modo A (amplitud): Este modo es el más simple y está basado en la técnica de ecos, donde se emite un pulso de ultrasonidos desde un transductor a la región que se quiere estudiar y las reflexiones son recibidas por el mismo transductor. El tiempo desde que se emite el pulso hasta que se recibe es proporcional a la profundidad de la interfase. Se usa un solo haz de ultrasonido y la información recogida es representada en gráficas que representan las amplitudes de los eco recibidos. La ventaja es que brinda información de manera rápida con un mínimo equipamiento, pero solo ofrece información unidimensional.[22]
- Modo B (brillo): En este modo, el eco captado se registra en la pantalla como un punto, cuyo tamaño y luminosidad dependen de la intensidad del eco. Con el movimiento del transductor en un solo plano se obtiene otra serie de puntos, que al sumarse configuran una imagen en dos dimensiones.[22]
- Modo C: Este método no utiliza los ecos de las ondas reflejadas en las interfaces de los tejidos, sino que aprovecha las ondas transmitidas. El emisor se coloca sobre el objeto a estudiar y el receptor al extremo opuesto. Con este modo se puede lograr una medida de atenuación total a lo largo del camino recorrido comparando la amplitud de pulso recibido con la amplitud del pulso emitido. También, comparando el tiempo entre la emisión y recepción del pulso, se pueden obtener los datos para calcular la propagación acústica del tejido.[22]

### Modos de imagen dinámica
- Modo M (movimiento): Esta configuración es utilizada para analizar el movimiento de las estructuras del cuerpo de forma cualitativa y cuantitativa, como en el caso de las valvulas del corazón. Es un modo híbrido entre A y B, ya que el brillo de cada línea es modulado a la amplitud de los ecos como en el modo B, pero los ecos son recogidos en una sola dirección, a lo largo del recorrido del rayo como en el modo A.[22]

### Modo de localización
- Modo Doppler: Este modo hace uso del efecto Doppler, para visualizar el flujo sanguíneo.
  - Doppler color: La información sobre la velocidad y dirección del flujo en tiempo real se representa con unidades de color.[23]
  - Doppler espectral: En vez de utilizar colores, muestra la circulación de la sangre en un gráfico. Se puede utilizar para mostrar el nivel de bloqueo de un vaso sanguíneo.[23]
  - Doppler dúplex: Utiliza ecografía convencional para formar imágenes de los vasos sanguíneos y los órganos, las cuales serán convertidas posteriormente en un gráfico similar al Doppler espectral.[23]
  - Doppler de onda continua: En esta prueba, las ondas sonoras se envían y reciben de forma continua. Permite medir de manera más precisa la sangre que fluye con mayor rapidez.[23]

## Extensiones

### Ecografía Doppler

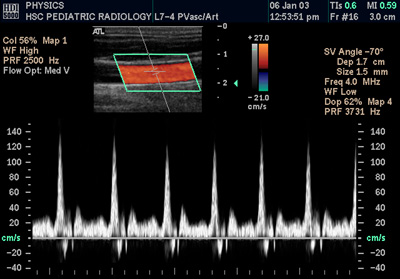
Ecografía tipo Doppler de la arteria carótida común

La ecografía doppler o simplemente eco-Doppler es una variedad de la ecografía tradicional, basada por tanto en el empleo de ultrasonidos, en la que aprovechando el efecto Doppler, es posible visualizar las ondas de velocidad del flujo que atraviesa ciertas estructuras del cuerpo, por lo general vasos sanguíneos, y que son inaccesibles a la visión directa. La técnica permite determinar si el flujo se dirige hacia la sonda o si se aleja de ella, así como la velocidad de dicho flujo. Mediante el cálculo de la variación en la frecuencia del volumen de una muestra en particular, por ejemplo, el de un flujo de sangre en una válvula del corazón, se puede determinar y visualizar su velocidad y dirección. La impresión de una ecografía tradicional combinada con una ecografía Doppler se conoce como ecografía dúplex.
La información Doppler se representa gráficamente con un Doppler espectral, o bien como una imagen usando Doppler direccional o un power Doppler (Doppler no-direccional). La frecuencia Doppler cae en el rango audible y puede escucharse utilizando altavoces estéreo, produciendo un sonido pulsátil distintivo.

### Ecografía 3D y 4D
En los últimos tiempos se ha podido ver una revolución en el campo de la medicina materno-fetal. Esa revolución, además, no solo ha afectado a la medicina en sí misma, sino que ha aportado a la sociedad la posibilidad de establecer una unión emocional con los neonatos mucho más profunda de lo que hasta ahora se creía posible, gracias a una calidad de imagen que permite ver el aspecto del futuro bebé en fotografía (3D) o en imagen en movimiento (4D).
Para lograrlo, mediante el ecógrafo, se emiten los ultrasonidos en cuatro ángulos y direcciones, pasando el emisor suavemente por la barriga del paciente, a la cual se le ha aplicado previamente un gel para mejorar la eficiencia del proceso. Los ultrasonidos rebotan y son captados por el ordenador, que procesa automáticamente la información para reproducir en la pantalla la imagen a tiempo real del bebé.

## Avances tecnológicos en la ecografía
Desde que se inventó la ecografía  se han ido introduciendo algunas de las mejoras tecnológicas en los nuevos aparatos las cuales permiten obtener imágenes de mejor calidad, así como ser más eficientes en su uso diagnóstico. Son las siguientes:
- Armónicos de tejidos: Los ultrasonidos al atravesar los tejidos producen sonidos armónicos que pueden ser reconocidos y separados del resto de la señal. Como consecuencia de esto se obtienen imágenes de mejor calidad.[4]
- Ecografía direccional: Cambiando la dirección del haz ultrasónico se puede conseguir una mejor visualización de la aguja, por ejemplo en procedimientos intervencionistas.[4]
- Imagen compuesta: El aparato emite distintos haces de ultrasonido en distintas direcciones, esto le permite a la CPU al sumarlos, producir mejores imágenes.[4]
- Doppler: Se basa en el fenómeno físico llamado efecto Doppler. Permite al ecógrafo visualizar el movimiento de fluidos como la sangre pasando a través vasos sanguíneos. Frecuentemente al activarse esta opción en el aparato, se marcan los fluidos en movimiento de otro color en la pantalla.[4]
- Elastografía: Mide de manera cuantitativa la capacidad de deformación de un tejido al aplicarle una fuerza externa.[4]
- Imágenes 3D: Se pueden obtener imágenes 3D ecográficas con sondas convencionales, utilizando para ello un programa informático especializado.[4]
- Campo de visión ampliado: Los nuevos ecógrafos pueden generar una imagen más amplia y panorámica a partir de las sucesivas imágenes obtenidas tras un barrido manual con la sonda.[4]
- Fusión ECO-RM: Se fusionan las imágenes obtenidas mediante la resonancia magnética con las de la ecografía a través de un sistema GPS que permite sincronizar los dos aparatos.[4]

## Usos clínicos
Inicialmente la ecografía ha sido una técnica diagnóstica desarrollada y utilizada por radiólogos, sin embargo, hoy día es utilizada cada vez más en otras especialidades médicas como herramienta diagnóstica: cardiología, ginecología, obstetricia, medicina de urgencias, cuidados intensivos, medicina general, familia, urología o pediatría.